# Silmät sydämeeni
Silmät sydämeeni è il primo album di studio della cantante pop finlandese Kristiina Brask. Ha venduto 20 000 copie in Finlandia ed è stato certificato disco d'oro. Da esso sono stati lanciati quattro singoli. Il disco ha fatto il suo debutto al numero 9 nella classifica degli album finlandesi, dove è restato per 18 settimane.

## Tracce
1. Pilvet valmiina
2. Liian kaukana
3. Nyt mä meen
4. Varkain se saapuu
5. Silmät sydämeeni
6. Viileää
7. Sydän suojaa ei saa
8. Rakkaus voittaa
9. Häpeätkö nyt?
10. Unohtaisinpa
11. Tuulilasin nurkkaan

## Classifiche
| Classifica (2005) | Posizione massima |
| ----------------- | ----------------- |
| Finlandia         | 9                 |